# Brendan Smyth
John Gerard Smyth (Belfast, 8 de junio de 1927 – Kildare, 22 de agosto de 1997) fue un conocido abusador de menores de edad irlandés que utilizaba su posición como sacerdote de la Iglesia católica para acceder a sus víctimas de manera libre por espacio de 40 años. Durante todo ese tiempo, Smyth abusó de centenares de niños en las parroquias de Dublín, Belfast y los Estados Unidos.

## Primeros años y ordenación
Nacido como John Gerard Smyth,  en Belfast, Irlanda del Norte , Smyth, al unirse a la orden religiosa católica norbertina en 1945, cambió su nombre a Brendan. Los norbertinos, también conocidos como los "premonstratenses", estaban al tanto de los crímenes de Smyth a fines de la década de 1970, pero no lo denunciaron ni a la Garda Síochána ni a la Policía Real del Úlster . Smyth fue trasladado de parroquia a parroquia y entre diócesis y países cada vez que se hicieron acusaciones. En algunos casos, la orden no informó al obispo diocesano que Smyth tenía antecedentes de abuso sexual y que debía mantenerse alejado de los niños. Abusó de niños en parroquias en Rhode Island y Dakota del Norte y en un tiempo trabajó en Boston,  y era sospechoso de acciones similares durante el trabajo pastoral en Gales e Italia. El padre norbertino Bruno Mulvihill hizo varios intentos de alertar a las autoridades de la iglesia sobre el abuso cometido por Smyth. 
Original de Irlanda del Norte, Smyth era miembro de la orden católica de los norbertinos a los cuales se unió en 1945. Si bien hay pruebas de que la Orden tenía conocimientos de sus acciones delictivas con anterioridad a ese año, la misma guardaría silenció por los siguientes 40 años no tomando ningún tipo de medidas para evitar el contacto del individuo con niños, no informando a las autoridades locales y no presentando un reporte a las autoridades eclesiásticas para el seguimiento de un proceso disciplinario.

## Arresto de 1994
Primera condena de Smyth siguió a la presentación de informes a la policía de su abuso de cuatro hermanos en Belfast 's cae camino. Después de su arresto en 1991, huyó a la República de Irlanda , donde pasó los siguientes tres años huyendo, permaneciendo principalmente en la abadía de Kilnacrott .  Esto condujo al colapso del gobierno de coalición del Partido Laborista Fianna Fáil en diciembre de 1994 cuando el mal manejo de una solicitud de extradición de la RUC por parte de la oficina del fiscal general irlandés condujo a un nuevo retraso del juicio de Smyth. Un galardonado contrapunto de UTV programa sobre el escándalo del periodista Chris Moore, seguido de un libro, acusó al jefe de los Norbertines y al Arzobispo de Armagh de manejar mal el caso, y a los Norbertines de negligencia y no contarles a otros los crímenes de Smyth, lo que permitió que Smyth abusara sexualmente Gran cantidad de niños durante 40 años.
Su arresto de 1994 generó una crisis política en Irlanda para el gobierno de convergencia obrera de Dublín, el cual demoró un proceso de extradición hacia Irlanda del Norte, lo que precipitó el derrumbe de dicho gobierno. Por otra parte, el programa de televisión y después el libro del periodista Chris Moore individuaron pronto al Arzobispo de Armagh y a la comunidad de los norbertinos por inoperancia, ineptitud y negliencia al permitir el obrar del sujeto por un espacio de tiempo tan largo sin tomar ninguna medida preventiva.

## Muerte
Smyth murió a los 70 años en prisión de un ataque al corazón en 1997 después de colapsar en el patio de ejercicios,  un mes en una sentencia de prisión de 12 años. Los norbertinos celebraron su funeral antes del amanecer y cubrieron su tumba con concreto para disuadir el vandalismo . Smyth fue enterrado en la abadía de Kilnacrott, que luego se puso a la venta con 44 acres (18 ha) de tierra, incluida la tumba. 
Los norbertinos celebraron sus funerales muy temprano en la mañana y cubrieron su tumba con concreto para evitar vandalismos. En el apogeo del escándalo, la Iglesia Católica irlandesa experimentó el más grave descenso en la asistencia a los servicios religiosos de su historia: de 68% a 48% en menos de una década.
El 27 de octubre de 2005 una de las víctimas de Smyth ganó el pleito de hacer retirar de su tumba el título de "Reverendo" propio a los sacerdotes.

## Investigaciones posteriores
Los revisores del caso difieren en cuanto a si hubo un complot deliberado para ocultar el comportamiento de Smyth, la incompetencia de sus superiores en la Abadía de Kilnacrott, o alguna combinación de factores. Cahal Daly , tanto como obispo de Down y Connor , una diócesis donde se cometieron algunos de los abusos, y más tarde como cardenal arzobispo de Armagh , se registra como furioso en privado por la "incompetencia" de Norbertine. Las actividades de Smyth fueron investigadas por la Investigación de Abuso Institucional Histórico de Irlanda del Norte , encontrando que: "... a pesar de conocer su historia de abuso de niños, la orden religiosa norbertina trasladó a Smyth a diferentes diócesis donde abusó de más niños ..." 
En 2010, el sucesor de Daly como arzobispo de Armagh, el cardenal Seán Brady , enfrentó "una enorme presión para renunciar" después de admitir que en 1975 fue testigo de dos adolescentes que firmaron juramentos de silencio después de testificar en una investigación de la Iglesia contra Smyth. Los grupos de sobrevivientes vieron esto como evidencia de colusión, pero Brady dijo que "no tenía la autoridad" para entregar a Smyth. El 17 de marzo de 2010, el vice primer ministro para Irlanda del Norte, Martin McGuinness, pidió que Brady renunciara.
El módulo 6 de la Investigación sobre el abuso institucional histórico de Irlanda del Norte 2014-2016 está dedicado a los crímenes de Smyth en Irlanda del Norte.

## Dramatización
Una dramatización en dos partes del caso Smyth, Brendan Smyth: Betrayal of Trust , fue transmitida por la BBC el 13 de marzo de 2011 con Ian Beattie en el papel principal y Richard Dormer como Chris Moore.